# Dunama tuna
Dunama tuna är en fjärilsart som beskrevs av William Schaus 1901. Dunama tuna ingår i släktet Dunama och familjen tandspinnare. Inga underarter finns listade i Catalogue of Life.